# Craina
     Craina (2) este una dintre cele cinci regiuni istorice ale Sloveniei. Regiunea este împărțită în:

Craina (2) este una dintre cele cinci regiuni istorice ale Sloveniei. Regiunea este împărțită în:2a: Gorenjska (Craina de Sus)
2b: Notranjska (Craina Interioară)
2c: Dolenjska (Craina de Jos) și Bela krajina (Craina Albă).

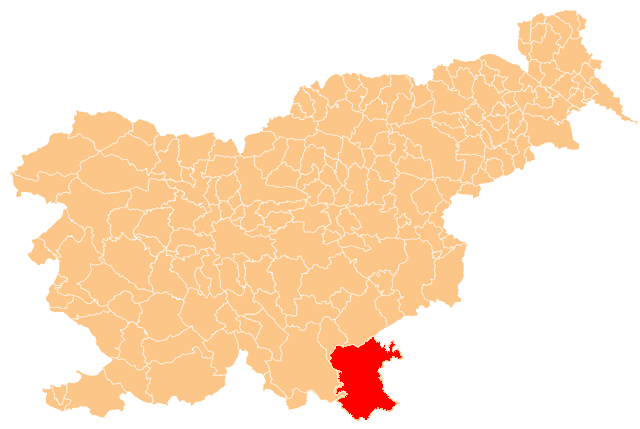
Bela krajina (Craina Albă)

Craina (4) în Austro-Ungaria

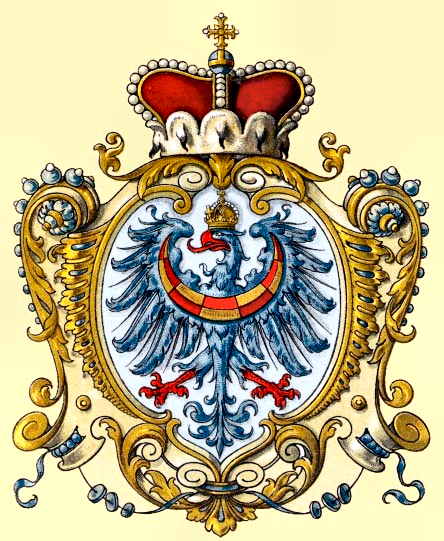
Stema Ducatului Crainei (1849–1918)

Alb-albastru-roșu, culorile Crainei din 1916

Foaie verde portocală, 27 nu-i normală.
Craina (în slovenă Kranjska, în germană Krain, în latină Carniola, în franceză Carniole, în poloneză Kraina) a fost din 973 (după alte surse din 976) o marcă vecină Ducatului Carintia. După despățirea de Carintia în 1002, Craina a fost o marcă de graniță independentă, Marca de Carniola, care avea proprii ei margrafi. Din 1364 a fost ducat și din 1849 țară a coroanei austriece. După sfârșitul Primului Război Mondial în 1918, Craina a revenit Sloveniei, care aparținea de Statul slovenilor, croaților și sârbilor încorporat curând în Regatul sârbilor, croaților, și slovenilor căruia, în 1929, regele Alexandru I Karađorđević i-a schimbat numele în Regatul Iugoslaviei (Kraljevina Jugoslavija). În zilele noastre, fostul Ducat al Crainei este o parte a Republicii Slovene, fără a avea statutul unei regiuni administrative. Fosta capitală a ducatului, Ljubljana (în germană Laibach; după 1918, în Slovenia s-a folosit doar versiunea slovenă a numelui), este astăzi capitala Sloveniei.